# Institut technologique FCBA
 (mars 2014).
L'Institut technologique Forêt Cellulose Bois-construction Ameublement (FCBA) est un centre technique industriel français, chargé des secteurs de la forêt, de la cellulose, du bois-construction et de l'ameublement.

## Présentation
L’institut technologique FCBA est un centre technique industriel français. Il accompagne les acteurs des secteurs Forêt, Cellulose, Bois-construction et Ameublement dans leur développement et leurs projets, tout en privilégiant l’innovation technologique. 350 experts assurent les missions de recherche, innovation, essais (25 000 m² de laboratoires), certification, conseil, formation et normalisation.
FCBA se positionne sur l’ensemble des thématiques de la filière bois, de la construction grande hauteur (Woodrise), à la réhabilitation en passant par l’aménagement et l’utilisation du bois biosourcé (FCBA est co-animateur avec Francilbois du Booster bois biosourcés)
Concernant l’Ameublement, FCBA dispose également d’équipes spécialisées dans l’ergonomie , l’agencement, l’éco-conception. Une matériauthèque de plus de 2000 matériaux innovants, des outils d’expérimentation  et un 3D-Lab sont également à disposition.       
FCBA fait partie du réseau des centres techniques industriels (Réseau CTI). Situé depuis 2015 sur la Cité Descartes à Marne-la-Vallée, il est l'un des principaux acteurs du cluster ville durable.
L'institut fait également partie du réseau La French Fab.
Cet institut est considéré comme un véritable outil pour la filière bois et l'ameublement,.

## Organisation
L'établissement est administré par un conseil d'administration et un directeur général nommé par arrêté des ministres chargés de l’agriculture et de l’industrie.
FCBA est présent sur l'ensemble du territoire : Champs-sur-Marne (Siège social), Bordeaux, Grenoble, Cestas, Verneuil-sur-Vienne, Charrey-sur-Saône, Nantes, Nancy.

## Chiffre d'affaires
En 2024, le « chiffre d'affaires » de FCBA est de 29,6 millions d'euros.(50 % d’activités collectives et 50 % d’activités privées)

## Historique
FCBA résulte de la fusion au 1er juin 2007 de l’AFOCEL (Association forêt-cellulose) et du CTBA (Centre technique du bois et de l'ameublement).

Logo du CTBA

Logo de l'AFOCEL

### L'ex-CTBA (Centre technique du bois et de l’ameublement)
En 1949 est créé le Centre Technique des Exploitations Scieries et Industries Forestières. Il fusionne en 1952 avec le Centre Technique des Industries du Bois et de l'Ameublement pour donner naissance au Centre Technique du Bois (CTB). Ce dernier prendra le nom de Centre Technique du Bois et de l’Ameublement (CTBA) en 1983.
Le CTBA, ayant un statut de Centre technique industriel (CTI), était au service des entreprises des secteurs bois et ameublement, œuvrant aussi bien dans les domaines de la recherche et du développement que dans ceux de l'information, de l'assistance technique, de la formation, de la normalisation et de la certification. Dès l'origine, sa mission est de promouvoir le progrès technique, participer à l'amélioration du rendement et à la garantie de la qualité dans sa branche industrielle.
Ses ressources de l’ordre de 30 millions d’euros provenaient à 60% de facturation pour des prestations privées (consultance, formation, essais, certification, publications) et 40% de financement pour des études collectives (recherches appliquées).
Son siège social était au 10 avenue de Saint-Mandé, Paris 12e.

### L’ex-AFOCEL (Association forêt-cellulose)
L’AFOCEL a été créé en 1962 par la Fédération des fabricants de pâtes à papiers, et remplace « Le Bois français de Papeterie ». Organisme privé de recherche et de développement avec un statut d’association loi de 1901, il avait pour but de promouvoir une sylviculture intensive afin d'accroître la disponibilité des ressources et la compétitivité des approvisionnements des industries du bois et notamment ceux de l'industrie des pâtes et papiers. Il englobe donc des travaux de recherches en sylviculture (réseau d’essais, matériel végétal, techniques culturales…) et ceux à partir de 1965 de l'exploitation forestière (conception et réalisation d'engins, rationalisation des chantiers...) avec l'ARMEF (Association pour la Rationalisation et la Mécanisation de l’Exploitation Forestière). 
Son budget de l’ordre de 6 à 7 millions était financé pour moitié par des subventions publiques (ministères de l’agriculture et de l’industrie), pour un quart par les industriels de la pâte à papier, et pour le dernier quart par des recettes issus de contrats d’études sur fonds public ou privé.
Les directeurs généraux de l'AFOCEL furent Georges Touzet (1962-1987) puis Jacques Sturm (1988-2006).
Son siège social était au Domaine de L'Étançon à Nangis (Seine-et-Marne).

## Gouvernance
FCBA est géré par un Conseil d’administration renouvelé tous les trois ans. Le CA de 2013 puis celui de 2016 a été renouvelé en 2019. Ce dernier est composé de 28 membres répartis en trois collèges où sont représentés :
- les chefs d'entreprise des organisations professionnelles : 18 membres ;
- le personnel technique des entreprises (cadres et non cadres) : 4 membres ;
- l'enseignement technique supérieur ou de la recherche et des personnalités particulièrement compétentes : 6 membres.

| Noms                  | Périodes ou nommés le |
| --------------------- | --------------------- |
| Étienne Decesse       | 1952 - 1954           |
| Paul Charlin          | 1954 - 1957           |
| Marcel Pastural       | 1957 - 1959           |
| Paul Charlin          | 1959 - 1960           |
| Marcel Pastural       | 1960 - 1963           |
| Félix Collin          | 1963 - 1972           |
| Jean Michaut          | 1972 - 1975           |
| Georges Hays Narbonne | 1975 - 1978           |
| Roger Lesbat          | 1978 - 1982           |
| Gérard Moulet         | 1982 - 1984           |
| Philippe Tarteret     | 1984 - 1988           |
| Michel Parisot        | 1988 - 1991           |
| Robert Brouard        | 1991 - 1994           |
| Alain Lefèbvre        | 1994 - 1997           |
| Bernard Odinet        | 1997 - 2000           |
| Patrick Gay           | 2001 - 2003           |
| Olivier Falchi        | 2003 - 2006           |
| Jean-Marie Lacombe    | 2006 - 2010           |
| Luc Charmasson        | 2010 - 2013           |
| Jean-Claude Sève      | 2013 - 2016           |
| Philippe Gaudron      | 2017- 2019            |
| Jean-Luc Guéry        | 2019 - 2023           |
| Stéphane Viéban       | Depuis 2023           |

| Noms                           | Périodes ou nommés le            |
| ------------------------------ | -------------------------------- |
| Jean Campredon, Jean Collardet | 1952 - 1970                      |
| René Brunet                    | 1er janvier 1970 - décembre 1970 |
| Blaise Quiquandon              | janvier 1971 - juin 1979         |
| Pierre Malaval                 | juillet 1979 - mars 1987         |
| Daniel Guinard                 | avril 1987 – décembre 2009       |
| Georges-Henri Florentin        | janvier 2010 - décembre 2018     |
| Christophe Mathieu             | janvier 2019 - février 2025      |
| Ludovic Guinard                | Depuis février 2025              |